# Puijo-backarna
Puijo-backarna (finska: Puijon hyppyrimäet) är en backhoppningsanläggning i Kuopio i Finland. Anläggningen ligger nära Puijotornet, ett 75 meter högt utsiktstorn. Backhoppningsanläggningen har fyra hoppbackar, K120 (HS125), K92 (HS100), K65 och K28. Samtliga backar är försedda med plastmattor och kan användas om sommaren. Det finns också en stor ljusanläggning i arenan.
Backrekorden på snö, i stora backen (fi: Puijon suurmäki), sattes av Niko Kytösaho från Finland i en nationell tävling 2 februari 2019. Han slog då Masahiko Haradas gamla rekord från en världscuptävling 4 mars 1998 med en halv meter. Slovenska backhopparen Anže Lanišek har backrekordet på plast (samma längd som Kytösaho), vilket han tog i en kontinentalcupstävling den 23 augusti 2015. Han hoppade 135,0 meter 21 juli 2009. Backrekordet i normalbacken (K92/HS100) är 106,5 meter innehas av Stefan Kraft från Österrike och sattes i en världscuptävling den 10 mars 2015. Han tog då rekordet från Pjotar Tjaadajeŭ från Vitryssland som hade 104,5 meter i en FIS-tävling 18 december 2005. På plast är rekordet 106,0 meter, satt av Antti Aalto från Finland, 27 juli 2019.

## Historia
Första backhopptävlingen i Kuopio hölls redan 1886, endast några veckor efter första backhoppningstävlingen i Finland arrangerades i Helsingfors. Första hoppbacken i Kuopio byggdes ungefär år 1900. Där hoppades det runt 15 meter. En ny backe (K20) byggdes 1910. 1949 restes en K90-backe i Kuopio. Backen var Finlands största backe på den tiden. En mindre backe (K50) restes 1958. Första världscuptävlingen arrangerades i Kuopio 1995. En modern storbacke stod färdig 1998.
Junior-VM arrangerades i Kuopio 1983. Världscuptävlingar har arrangerats i Puijo-backarna årligen från 1995 till 2010 (med undantag för 2003). Världscuptävlingen i Kuopio ingår i Nordic Tournament som andra tävlingen i turneringen. Världscuptävling arrangerades inte i Kuopio 2011. Ledaren för backhoppningskommittén i FIS, Jouko Törmänen, angav dålig organisation vid världscuptävlingarna i backen året innan som grund.